# Science régionale
La science régionale est un domaine des sciences sociales qui développe une approche analytique aux questions spécifiquement urbaines, rurales et régionales. 
La science régionale s’intéresse entre autres à la théorie de la localisation, à l’économie spatiale, aux modèles de localisation, aux transports, aux analyses de migration, à l’utilisation du sol et au développement urbain, aux analyses entrée-sortie, aux analyses écologiques et environnementales, à la gestion des ressources, à l’analyse des politiques publiques urbaines et régionales, aux systèmes d'information géographique, et à la géostatistique. Au sens large, toute analyse en sciences sociales qui a une dimension spatiale est sous la loupe de la science régionale. Pour plus d’informations sur le sujet, voir, par exemple : Web Book of Regional Science.

## Origines
La science régionale a été fondée vers la fin des années 1940 quand des économistes insatisfaits du faible niveau des analyses économiques régionales décidèrent de les améliorer. Même à cette époque, les fondateurs de la science régionale désiraient susciter l’intérêt de scientifiques d’un large éventail de disciplines. La naissance formelle de la science régionale date des campagnes énergiques de Walter Isard et de ses partisans pour promouvoir une analyse objective et scientifique des établissements humains, de la localisation industrielle et du développement urbain. Isard a ciblé des universités clefs et a mené campagne sans relâche. La Regional Science Association fut fondée en 1954, alors que le noyau d’universitaires et de praticiens tinrent la première rencontre indépendante de celles tenues originellement aux sessions annuelles de l’American Economics Association. La raison de ces rencontres indépendantes était le désir du groupe d’étendre le champ de la nouvelle science au-delà du monde restreint de l’économie et d’inclure les spécialistes des sciences naturelles, de la psychologie, de l’anthropologie, du droit, de la sociologie, de la science politique, de l’urbanisme et de la géographie. Maintenant appelée la ‘’Regional Science Association International’’, elle possède des associations infranationales et internationales, publie un journal, et dispose d’un circuit de conférences (notamment en Amérique du Nord, en Europe continentale, au Japon et en Corée). Le membership de la RSAI est toujours en croissance. 

### Les principales publications
La science régionale a pris son envol à la suite du livre de Walter Christaller Die Zentralen Orte in Sűddeutschland (publié en 1933), suivi de près par celui de Tord Palander Beiträge zur Standortstheorie (1935) et par les deux livres d’Edgar M. Hoover Location Theory and the Shoe and Leather Industry (1938) et The Location of Economic Activity (1948). Les autres publications d’importance de cette époque incluent : The Theory of Monopolistic Competition d’Edward H. Chamberlin (1950), Economic Spaces: Theory and Application de François Perroux (1950), Innovationsförloppet ur Korologisk Synpunkt de Torsten Hägerstrand (1953), The Location of Agricultural Production d’Edgar S. Dunn (1954), The Economics of Location d’August Lösch (1954), Studies in the Economics of Transportation de Martin J. Beckmann, C.B McGuire, et Clifford B. Winston's (1956), Plant Location in Theory and Practice de Melvin L. Greenhut (1956), Economic Theory and Underdeveloped Regions de Gunnar Myrdal (1957), The Strategy of Economic Development d’Albert O. Hirschman (1958) et Histoire des théories économiques spatiales de Claude Ponsard (1958). Cependant, le premier livre de Walter Isard en 1956, Location and Space Economy, a attiré l’attention de la plupart, et son troisième, Methods of Regional Analysis, publié en 1960, a consolidé sa position comme le fondateur de cette science.
Comme il fallait s’y attendre, les œuvres ci-dessus se sont basées sur les travaux d’importants prédécesseurs. Beaucoup de ce travail est bien documenté dans le livre d’Isard Location and Space Economy et dans celui de Claude Ponsard Histoire des théories économiques spatiales. Particulièrement importantes furent les contributions des économistes allemands du XIXe siècle à la théorie de la localisation.

### Les principaux périodiques
Si l'on considère que cette discipline scientifique s’identifie à ses périodiques, on peut considérer que la science régionale a commencé en 1955 avec la publication du premier volume des Papers and Proceedings, Regional Science Association (maintenant les Papers in Regional Science publiés par Springer Verlag). Le Journal of Regional Science a suivi en 1958.

### Les programmes académiques
Les efforts de Walter Isard ont mené à la création de quelques facultés et de plusieurs programmes universitaires en science régionale. À la suggestion de Walter Isard, l’Université de Pennsylvanie a mis sur pied son Département des sciences régionales en 1956. Il a produit William Alonso comme premier diplômé et fut considéré comme le leader international dans le domaine. Le curriculum de base de ce département était la microéconomie, l’analyse entrée-sortie, la théorie de la localisation et les statistiques. On y enseignait aussi l’optimisation mathématique, l’économie des transports, l’économie du travail, les politiques énergétiques et écologiques, la géostatistique, la théorie et les modèles d’interaction spatiale, l’analyse coût bénéfice, l’analyse urbaine et régionale, la théorie du développement économique, etc. Cependant, l’orientation multidisciplinaire inhabituelle de ce département a sans doute mené à son abandon et il a perdu son statut de département en 1993.
Avec quelques exceptions, comme l’Université Cornell qui offre des études de second cycle en science régionale, la plupart des praticiens travaillent dans des départements comme l’économie, la géographie, le génie civil, l’économie agricole, la sociologie rurale, l’urbanisme, la politique publique et la démographie. La diversité des disciplines qui participent à la science régionale a aidé à en faire un des domaines académiques les plus intéressants et les plus productifs, mais elle a aussi rendu difficile de plier ces nombreuses perspectives en un curriculum pour une concentration académique. Il est même difficile pour les auteurs d’écrire des manuels en science régionale, car ce qui constitue les connaissances de base d’une discipline peut être tout nouveau pour une autre.

## L’impact sur les politiques publiques
Une partie du mouvement était et reste associée aux réalités politiques et économiques du rôle de la communauté locale. Chaque fois que la politique publique est dirigée vers le niveau infranational, celui de la ville ou d’un groupe de comtés, les méthodes de la science régionale peuvent s’avérer utiles. Traditionnellement, la science régionale a fourni aux praticiens une direction sur des sujets tels que : 
- Les "déterminants de la localisation industrielle (au niveau national autant que régional)."
- "L’impact économique régional de l’arrivée ou du départ d’une entreprise."
- Les "déterminants des patterns de migration interne et des changements dans l’utilisation du sol."
- "La spécialisation et les échanges régionaux."
- "Les impacts environnementaux du changement social et économique."
- "Les aspects géographiques des conditions économiques et sociales."

En orientant les ressources fédérales vers des régions spécifiques, l’Administration Kennedy a réalisé que des faveurs politiques pouvaient être obtenues. Ceci est aussi évident en Europe et ailleurs où les régions économiques locales ne correspondent pas aux frontières politiques. Dans la période récente de dévolution, les connaissances sur les "solutions locales aux problèmes locaux" ont stimulé une bonne part de l’intérêt dans la science régionale. Ainsi, les motivations politiques y ont été pour beaucoup dans la croissance de la discipline.

## Les développements après 1980
La science régionale a connu une fortune mitigée depuis les années 1980. Alors qu’elle gagnait une plus forte audience auprès des économistes et des praticiens des politiques publiques, la discipline est tombée en défaveur auprès des géographes plus radicaux et postmodernes.

### La nouvelle géographie économique
En 1991, Paul Krugman, un théoricien respecté du commerce international, a lancé un appel aux économistes dans son livre Geography and Trade pour qu’ils montrent plus d’intérêt à la géographie économique. Le livre mettait l’emphase sur un concept central en science régionale, celui d’économies d’agglomération. L’appel de Krugman a renouvelé l’intérêt des économistes dans la science régionale et a surtout fondé ce que certains appellent "la nouvelle géographie économique" qui a beaucoup en commun avec la science régionale. Les "nouveaux" géographes économiques à la formation étendue combinent le travail quantitatif avec d’autres techniques de recherche, notamment à la London School of Economics. L’unification de l’Europe et l’internationalisation accrue des domaines économiques, sociaux et politiques du monde a accru l’intérêt pour l’étude des phénomènes régionaux par rapport aux nationaux.

### Les critiques
Le nombre de spécialistes de la science régionale des programmes académiques d’urbanisme et des départements traditionnels de géographie est aujourd’hui en baisse. Les attaques contre les praticiens de la science régionale par des critiques radicaux ont commencé dans les années 1970, notamment par David Harvey qui estimait qu’elle manquait d’engagement politique et social. Ces débats se sont envenimés, comme on le voit par les arguments de Trevor Barnes qui croit que le déclin dans la pratique de la science régionale parmi les urbanistes et les géographes d’Amérique du Nord aurait pu être évité. Il dit : "It is unreflective, and consequently inured to change, because of a commitment to a God’s eye view. It is so convinced of its own rightness, of its Archimedean position, that it remained aloof and invariant, rather than being sensitive to its changing local context." 

## Autres lectures
- Benko G., (1998), La science régionale, Paris, PUF, Coll.Que sais-je ?, 128 p.
- Boyce, David. (2004). "A short history of the field of regional science." Papers in Regional Science. 83: 31-57.
- Scott A.J., (2000), J. "Economic Geography: The Great Half-Century," Cambridge Journal of Economics, 24, 483-504